# Берен і Лутієн
«Берен і Лутієн» (англ. Beren and Lúthien) — книга англійського письменника Дж. Р. Р. Толкіна, яку посмертно впорядкував його син Крістофер Толкін й опублікувало видавництво «HarperCollins» 1 червня 2017 року. В українському перекладі книгу видало видавництво «Астролябія» 19 вересня 2018 року.

## Сюжет
Це історія кохання смертного чоловіка Берена, сина Барагіра  та безсмертної ельфійки Лутієн Тінувіель, доньки короля Тінґола. Тінґол, як умову їхнього шлюбу, зажадав, щоб Берен приніс йому Сильмарил, викрадений Морґотом. 
Берен здобуває Сильмарил, вирізаючи його з корони Морґота. Проте під час бою з Кархаротом, вовком-охоронцем воріт Анґбанду, він втрачає цю коштовність. Згодом Кархарота вдається вбити і повернути Сильмарил, але Берен гине в сутичці. Лутієн за допомогою Мандоса воскрешає Берена, відмовившись від свого безсмертя. Після цього вони оселяються на острові Тол-Гален в Оссіріанді.
Берен є прадідом Ельронда та Ельроса, а отже, пращуром королів Нуменору.

## Про книгу
У цій книзі на основі низки прозових та поетичних творів Дж. Р. Р. Толкіна реконструйовано цілісний епос про Берена і Лутієн.
Толкін написав декілька версій цього сказання, остання версія є у «Сильмариліоні», також сказання згадується у «Володарі перснів». Історія відбувається під час Першої епохи Середзем'я, приблизно за 6500 років до подій «Володаря перснів».
Першу зав’язь цього сюжету — «Сказання про Лутієн Тінувіель і Берена» — було створено 1917 року, невдовзі після повернення Толкіна з фронтів Першої світової війни та одруження з Едіт Мері Бретт. У сповнених високої поезії óбразах закоханих, які належать до різних світів — людей та ельфів —, Дж. Р. Р. Толкін вбачав уособлення себе самого та своєї дружини, і за його заповітом на їхньому надгробку було викарбувано: «Берен» і «Лутієн». Упорядник книжки, Крістофер Толкін, також присвятив її своїй дружині Бейллі — і в такий спосіб засвідчив вірність батьковій поетичній візії ідеального шлюбу.

## Зміст
- Передмова (есей Крістофера Толкіна)

- Нотатки про прадавні часи (есей Крістофера Толкіна)

- Берен і Лутієн (есей Крістофера Толкіна)
  - Сказання про Тінувіель (повість Дж. Р. Р. Толкіна)
  - Уривок із «Міфологічного нарису» (оповідання  Дж. Р. Р. Толкіна)
  - Уривок із «Балади про Леітіан» (поема Дж. Р. Р. Толкіна)
  - Квента Нольдорінва (есей Крістофера Толкіна)
  - Витяг із «Квенти» (оповідання Дж. Р. Р. Толкіна)
  - Другий уривок із «Балади про Леітіан» (поема Дж. Р. Р. Толкіна)
  - Наступний витяг із «Квенти» (оповідання Дж. Р. Р. Толкіна)
  - Завершення оповіді у «Баладі про Леітіан» (поема Дж. Р. Р. Толкіна)
  - Квента Сильмариліон (есей Крістофера Толкіна)
  - Повернення Берена і Лутієн за «Квентою Нольдорінва» (оповідання Дж. Р. Р. Толкіна)
  - Витяг із «утраченного сказання» про Науґлафрінґ (оповідання Дж. Р. Р. Толкіна)
  - Зоря ранкова і вечірня (оповідання Дж. Р. Р. Толкіна)

- Додатки
  - Поправки до «Балади про Леітіан» (есей Крістофера Толкіна і поема Дж. Р. Р. Толкіна)
  - Перелік власних назв (есей Крістофера Толкіна)
  - Глосарій (есей Крістофера Толкіна)

## Український переклад
- Толкін Дж. Р. Р. Берен і Лутієн (За редакцією Крістофера Толкіна) / Переклад з англійської: Олена О'Лір. — Львів: Астролябія, 2018. — 320 с. ISBN 978-617-664-148-3[4]